# ستيف فون بيرغن

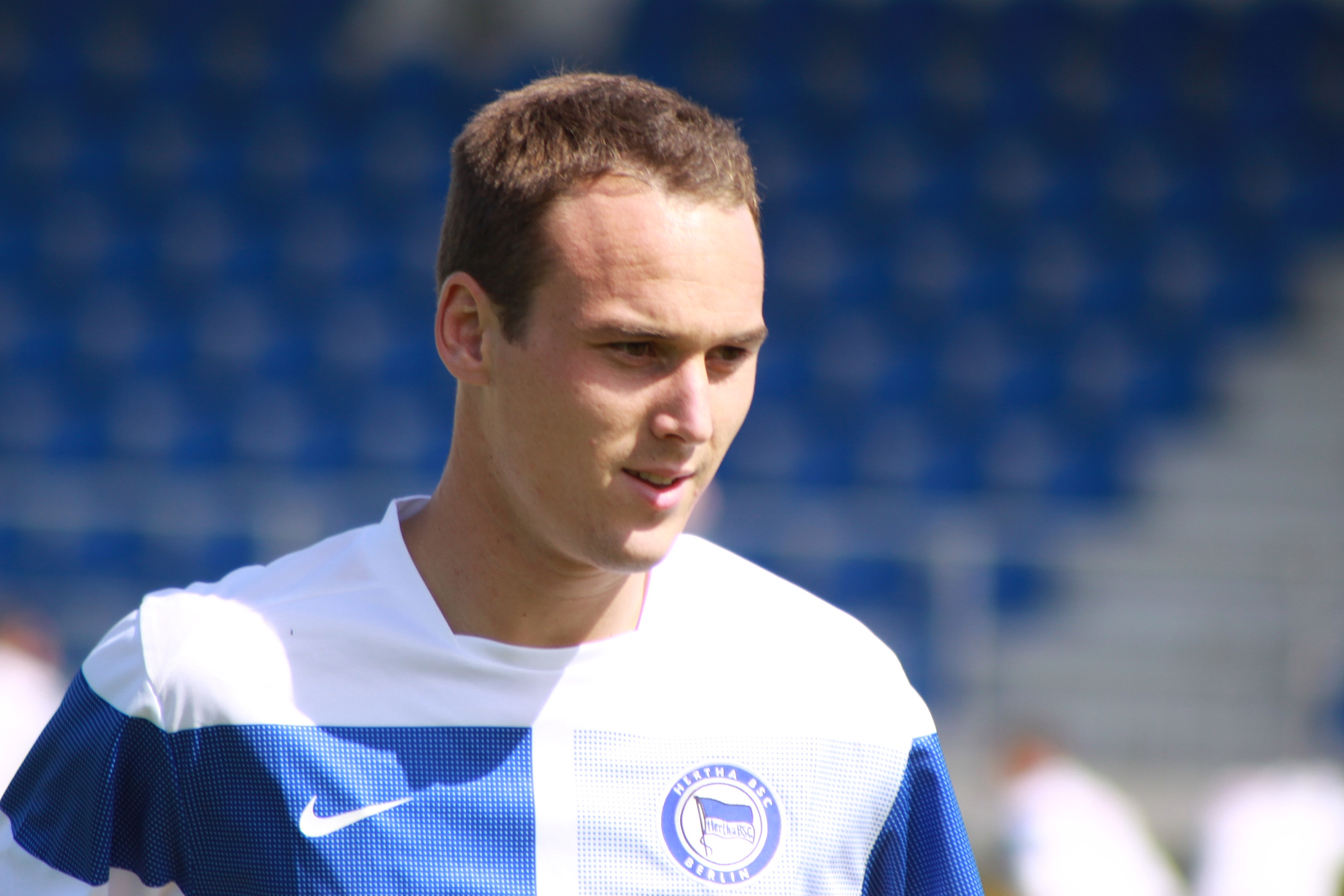
ستيف فون بيرغن

ستيف فون بيرغن (مواليد 10 يونيو 1983 في نيوشاتيل - سويسرا) لاعب كرة قدم سويسري يلعب حاليا لصالح نادي الدرجة الأولى هرتا برلين الألماني منذ 2007 في مركز قلب الدفاع .

## مسيرته الكروية
لعب ستيف فون بيرغن خلال مسيرته الاحترافية مع 6 أندية في عشرون موسمًا وسجل خلالها 3 أهداف ضمن 542 مباراة. ولم يفز بأي موسم بالكأس وفاز في أربعة مواسم بالدوري.
خاض ستيف فون بيرغن مسيرته مع نادي نوشاتل زاماكس في موسم 2000–01 ليلعب معه خمسة مواسم، مشاركًا في 126 مباراة سجل خلالها هدفًا واحدًا. ثم انتقل إلى نادي زيورخ في موسم 2005–06 واستمر معه طيلة ثلاثة مواسم، حيث شارك في 68 مباراة ولم يسجل أي هدف. لينتقل بعدها إلى SG Gesundbrunnen Berlin ‏ في موسم 2007–08 واستمر معه طيلة ثلاثة مواسم، مشاركًا في 68 مباراة ولم يسجل أي هدف أيضًا. ثم انتقل إلى نادي تشيزينا في موسم 2010–11 ولمدة موسمين، مشاركًا في 61 مباراة ولم يسجل أي هدف أيضًا. هذا وانتقل لاحقًا إلى نادي باليرمو في موسم 2012–13 لمدة موسم واحد، مشاركًا في 35 مباراة سجل خلالها هدفًا واحدًا. ثم انتقل بعدها إلى نادي يانغ بويز في موسم 2013–14 ليلعب معه ستة مواسم، مشاركًا في 184 مباراة سجل خلالها هدفًا واحدًا أيضًا.

## روابط خارجية
- ستيف فون بيرغن على موقع الاتحاد الدولي (مؤرشف)  (الإنجليزية)
- ستيف فون بيرغن على موقع الاتحاد الأوربي (الإنجليزية)
- ستيف فون بيرغن على موقع إي إس بي إن إف سي (الإنجليزية)
- ستيف فون بيرغن على موقع قاعدة بيانات كرة القدم.إي يو (الإنجليزية)
- ستيف فون بيرغن على موقع بيانات كرة القدم. دي إي (الألمانية)
- ستيف فون بيرغن على موقع ناشيونال فوتبول تيمز (الإنجليزية)
- ستيف فون بيرغن على موقع Soccerway.com (الإنجليزية)
- ستيف فون بيرغن على موقع عالم كرة القدم.نت (الإنجليزية)
- ستيف فون بيرغن على موقع كووورة
- ستيف فون بيرغن على موقع AS.com (الإسبانية)